# Municipio José Ángel Lamas
José Angel Lamas é um município da Venezuela localizado no estado de Aragua.
A capital do município é a cidade de Santa Cruz.